# Ácido fosfínico
Ácido fosfínico (IUPAC; também chamado de ácido hipofosforoso ou HPA)  é um composto químico, o oxiácido de fósforo de fórmula H3PO2, no qual o nox (número de oxidação) do elemento fósforo é igual a +1. É um ácido fraco e um poderoso agente redutor. Seu ânion e sais correspondentes recebem o nome de hipofosfito: H2PO2-.
É um composto incolor de baixo ponto de fusão, solúvel em água, dioxano, e álcoois. A fórmula para o ácido hipofosforoso é geralmente escrita como H3PO2, mas uma apresentação mais descritiva é HOP(O)H2 a qual destaca seu caráter monoprótico. Sais derivados deste ácido são chamados fosfinatos.
HOP(O)H2 existe em equilíbrio com o menor tautômero HP(OH)2. Algumas vezes o menor tautômero é chamado ácido hipofosforoso e o maior tautômero é chamado ácido fosfínico.

## Preparação e disponibilidade
O ácido é preparado industrialmente através de um processo de duas etapas. Sais alcalinos de hipofosfito e metais alcalinos terrosos resultam do tratamento de fósforo branco com uma solução aquosa quente do hidróxido apropriado, p.e.
Ca(OH)2.
P4 + 3OH− + 3H2O → 3H2PO2− + PH3
O ácido livre pode ser preparado pela ação de um ácido forte sobre sais de hipofosfito.
H2PO2− + H+ → H3PO2
Alternativamente, H3PO2 surge pela oxidação de fosfina com iodo em água.
PH3 + 2I2 + 2H2O → H3PO2 + 4I− + 4H+
HPA é geralmente fornecido com uma solução aquosa de 50%.

## Usos
O ácido hipofosforoso é usado na fabricação de produtos farmacêuticos, descoloração de polímeros, tratamento de água, recuperação de metais preciosos ou de metais não ferrosos. Seu principal uso é para o revestimento eletrolítico, p.e a deposição de filmes metálicos selecionados da solução sobre uma superfície sensibilizada. Em química orgânica, H3PO2 é mais conhecido por seu uso na redução de sais de diazônio. Convertendo ArN2+ para Ar-H. Quando diazotizado em uma solução concentrada de ácido hipofosforoso, um amina substituinte pode ser removida de arenos, seletivamente sobre aminas alquilos.

## Listagem pelo DEA estatus
Como o ácido hipofosforoso pode reduzir iodo elementar para formar o ácido iodídrico, que é um agente eficaz para reduzir a efedrina ou pseudoefedrina a metanfetamina, a DEA designou o ácido hipofosforoso (e seus sais) como um percussor químico na Lista DEA I, em 16 de novembro de 2001. Assim, os manipuladores do ácido hipofosforoso e seus sais, nos Estados Unidos, estão sujeitos a rigorosos controles regulamentares, incluindo registro, manutenção de registro, relatórios de importações/exportações de acordo com os termos da Lei de Substâncias Controladas.
No Brasil, o ácido hipofosforoso, esta sujeito a controle e fiscalização por parte da polícia federal.

## Derivados inorgânicos e orgânicos
Numerosos derivados são conhecidos, em que dois átomos de hidrogênio diretamente ligados ao fósforo são substituídos por grupos orgânicos. Esses derivados são conhecidos como ácido fosfínico e seus sais como fosfinatos. Por exemplo, formaldeído e H3PO2 reagem para criar (HOCH2)2PO2H. A reação é parecida com a adição de tióis e HCN a aldeídos. Da mesma forma, a adição de Michael, p.e., com acrilamida produz H(HO)P(O)CH2CH2C(O)NH2.
Alguns complexos de metal foram preparados a partir do H3PO2, um exemplo é Ni(O2PH2)2.

## Ligapes extermas
- «ChemicalLand21 Listing» (em inglês)
- D. E. C. Corbridge "Phosphorus: An Outline of its Chemistry, Biochemistry, and Technology" 5th Edition  Elsevier: Amsterdam.  ISBN 0-444-89307-5.
- V. V. Popik, A. G. Wright, T. A. Khan, J. A. Murphy "Hypophosphorous Acid" in Encyclopedia of Reagents for Organic Synthesis (Ed: L. Paquette) 2004, J. Wiley & Sons, New York. DOI: 10.1002/047084289.